# Jonathan Fischer
 Jonathan Fischer (født 2001) er en dansk fodboldspiller, der spiller som målmand for FC Metz.